# Escrita das línguas de sinais
Escrita das línguas de sinais (ELiS) é um sistema de escrita das línguas de sinais. Desenvolvida, a princípio, nos níveis gramaticais da língua brasileira de sinais, a Libras, pela linguista brasileira Mariângela Estelita, surgiu em 1998 e, desde então, sofreu algumas modificações que a caracterizam como universal a qualquer língua de sinais em conformidade com suas particularidades linguísticas. De ordem alfabética, linear e disposta pelos parâmetros, grupos visológicos formadores dos sinais, esse sistema, embora planejado independente, se aproxima da notação Stokoe.
Ao contrário do sistema de William Stokoe e do SignWriting, impulsionado pela dançarina Valerie Sutton, a ELiS considera, para sua organização, os cinco parâmetros da Libras: configuração de mão, orientação, ponto de articulação, movimento e expressão facial. Por tal pressuposto, esse sistema agrupa suas representações gráficas, denominadas visografemas, em quatro grupos visológicos: configuração de dedo, orientação da palma, ponto de articulação e movimento.

## História
O primeiro sistema de escrita das línguas de sinais que se tem registro é o desenvolvido pelo professor Roch-Ambroise Auguste Bébian, em seu livro Mimographie (1825), de acordo com a estrutura gramatical da língua de sinais francesa (LSF). Com a expansão da legitimidade dos direitos da comunidade surda, na segunda metade do século XX surgiram dois sistemas renomados: a notação Stokoe (1965), de William Stokoe, e o SignWriting (1974), de Valerie Sutton; ambos desenvolvidos pela e para a língua de sinais americana (ASL).
Na década de 1990, a linguista Mariângela Estelita começou a utilizar símbolos, por economia, para substituir a descrição extensa, em língua portuguesa, de algum sinal. Durante seu mestrado, em 1998, criou a Escrita das Línguas de Sinais (ELiS), de base alfabética, linear e fundamentada pelos parâmetros. Universalizável, antes de ELiS, já havia sido intitulada AlfaSig, QuiroSig e ScripSig.

## Visografemas

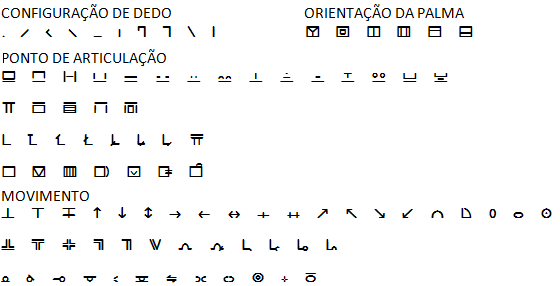
Os 95 visografemas da ELiS.

Em paralelo com o alfabeto latino, os visografemas se correspondem às letras e, assim como as letras representam uma relação com determinado som, os visografemas se ligam ao sinal. A ELiS apresenta noventa e cinco visografemas, divididos em quatro grupos: configuração de dedo, orientação da palma, ponto de articulação e movimento. Para a escrita de algum sinal, dispõe-se da organização linear respectiva desses quatro elementos.
A configuração de dedo (CD) é estabilizada pelo arranjo de dez visografemas, cinco para o polegar e outros cinco para os demais dedos. Para o polegar, admite-se fechado, estendido paralelamente à frente da palma, curvo, estendido perpendicularmente à frente da palma, estendido perpendicularmente ao lado da palma e estendido paralelamente ao lado da palma; para os demais, fechado, muito curvo, curvo, estendido inclinado à frente da palma e estendido contínuo à palma. A orientação da palma (OP) possui seis visografemas: palma para frente, para trás, para cima, para baixo, para a medial e para a distal. Em seguida, o grupo visológico ponto de articulação (PA) é composto por trinta e cinco visografemas, dentre os quais indicam a realização do sinal na cabeça, tronco, membros ou na mão como apoio. Por fim, o movimento (M) tem quarenta e quatro visografemas, realizados com o braço, dedos, punho ou sem as mãos, incluindo a expressão facial. Novas versões foram criadas a partir da Elis. A mais usada é a SimElis ou Elis Simplificada criada por alunos da professora Maria Bethania Sardeiro dos Santos do instituto de Matemática e Estatística da UFG com o intuito de utilizar a Elis juntamente com linguagens de programação. A SimElis possui apenas 30 visografemas, não utiliza sinais diacríticos. Os visografemas poderão ser combinados como desinências para formas novas representações sem a necessidade de serem memorizados pelos usuarios. Pois, as combinações são intuitivas e requerem um esforço mínimo para serem interpretadas.